# Gazogwe
Gazogwe är ett vattendrag i Burundi.   Det ligger i provinsen Karuzi, i den centrala delen av landet, 80 kilometer öster om huvudstaden Bujumbura.
I omgivningarna runt Gazogwe växer huvudsakligen savannskog. Runt Gazogwe är det ganska tätbefolkat, med 172 invånare per kvadratkilometer.